# حكومة حسين عرنوس الأولى
تشكلت حكومة حسين عرنوس الأولى في 30 آب 2020 بموجب المرسوم رقم 221 لعام 2020، وأدت اليمين الدستورية في الثاني من أيلول. هذه الحكومة هي الوزارة رقم 94 منذ استقلال سورية عن الدولة العثمانية عام 1918، وهي سابع وزارة في عهد الرئيس بشار الأسد. أتت هذه الحكومة بعد الانتخابات التشريعية السورية 2020 التي جرت في 19 يوليو 2020، وضم التشكيل الوزاري تسع وعشرون وزيراً منهم خمسة عشر وزيراً سابقاً، وأربعة عشر وزيراً جديداً من ضمنهم ثلاثة وزراء دولة.
وقد تمت إعادة تعيين وزير واحد بحقيبة أخرى، وهي الدكتورة سلوى عبد الله، من وزير دولة في الحكومة السابقة، إلى وزير للشؤون الاجتماعية والعمل.
وشهدت الحكومة أيضاً إعادة تعيين الدكتورة لبانة مشوح وزيراً للثقافة، حيث أنها كانت وزيراً للثقافة في حكومة وائل الحلقي الأولى.
وكان الرئيس السوري قد أصدر بتاريخ 25 آب 2020 المرسوم رقم 210 لعام 2020، القاضي بتكليف المهندس حسين عرنوس تشكيل الوزارة في الجمهورية العربية السورية.

## التعديلات الحكومية
بتاريخ 22 تشرين الثاني 2020 صدر المرسوم الرئاسي رقم 322 لعام 2020 القاضي بتسمية الدكتور فيصل المقداد وزيراً للخارجية والمغتربين.

## التشكيل الوزاري
| الترتيب | المنصب                                      | الصورة | شاغل المنصب           | الحزب                         | الحزب | في المنصب من         | في المنصب حتى        |
| ------- | ------------------------------------------- | ------ | --------------------- | ----------------------------- | ----- | -------------------- | -------------------- |
| –       | رئيس مجلس الوزراء                           |        | حسين عرنوس            | حزب البعث العربي الاشتراكي    |       | 11 حزيران 2020       | 14 أيلول 2024        |
| –       | نائب رئيس مجلس الوزراء                      |        | وليد المعلم           | حزب البعث العربي الاشتراكي    |       | 23 حزيران 2012       | 16 تشرين الثاني 2020 |
| –       | نائب رئيس مجلس الوزراء                      |        | علي عبد الله أيوب     | حزب البعث العربي الاشتراكي    |       | 30 آب 2020           | ؟                    |
| 1       | الدفاع                                      |        | علي عبد الله أيوب     | حزب البعث العربي الاشتراكي    |       | 1 كانون الثاني 2018  | 28 نيسان 2022        |
| 2       | الخارجية والمغتربين                         |        | وليد المعلم           | حزب البعث العربي الاشتراكي    |       | 11 شباط 2006         | 16 تشرين الثاني 2020 |
| 2       | الخارجية والمغتربين                         |        | فيصل المقداد          | حزب البعث العربي الاشتراكي    |       | 22 تشرين الثاني 2020 | 23 أيلول 2024        |
| 3       | الداخلية                                    |        | محمد خالد الرحمون     | حزب البعث العربي الاشتراكي    |       | 26 تشرين الثاني 2018 | 8 كانون الأول 2024   |
| 4       | شؤون رئاسة الجمهورية                        |        | منصور فضل الله عزام   |                               |       | 23 نيسان 2009        | 13 كانون الأول 2023  |
| 5       | العدل                                       |        | أحمد السيد            | حزب البعث العربي الاشتراكي    |       | 30 آب 2020           | 10 كانون الأول 2024  |
| 6       | المالية                                     |        | كنان ياغي             |                               |       | 30 آب 2020           | 23 أيلول 2024        |
| 7       | الإدارة المحلية والبيئة                     |        | حسين مخلوف            | حزب البعث العربي الاشتراكي    |       | 3 تموز 2016          | 13 كانون الأول 2023  |
| 8       | الأوقاف                                     |        | محمد عبد الستار السيد | حزب البعث العربي الاشتراكي    |       | 8 كانون الأول 2007   | 10 كانون الأول 2024  |
| 9       | التربية                                     |        | دارم طباع             |                               |       | 30 آب 2020           | 8 آب 2023            |
| 10      | التعليم العالي والبحث العلمي                |        | بسام إبراهيم          |                               |       | 26 تشرين الثاني 2018 | 23 أيلول 2024        |
| 11      | الصحة                                       |        | حسن الغباش            |                               |       | 30 آب 2020           | 23 أيلول 2024        |
| 12      | الشؤون الاجتماعية والعمل                    |        | سلوى عبد الله         | حزب الاتحاد الاشتراكي العربي  |       | 30 آب 2020           | 9 آب 2021            |
| 13      | التنمية الإدارية                            |        | سلام سفاف             |                               |       | 29 آذار 2017         | 10 كانون الأول 2024  |
| 14      | الموارد المائية                             |        | تمام رعد              | حزب البعث العربي الاشتراكي    |       | 30 آب 2020           | 13 كانون الأول 2023  |
| 15      | الزراعة والإصلاح الزراعي                    |        | محمد حسان قطنا        |                               |       | 30 آب 2020           | 23 أيلول 2024        |
| 16      | الصناعة                                     |        | زياد صباغ             | حزب البعث العربي الاشتراكي    |       | 30 آب 2020           | 29 آذار 2023         |
| 17      | التجارة الداخلية وحماية المستهلك            |        | طلال البرازي          | حزب البعث العربي الاشتراكي    |       | 11 أيار 2020         | 9 آب 2021            |
| 18      | الاقتصاد والتجارة الخارجية                  |        | محمد سامر الخليل      |                               |       | 29 آذار 2017         | 23 أيلول 2024        |
| 19      | الكهرباء                                    |        | غسان الزامل           |                               |       | 30 آب 2020           | 23 أيلول 2024        |
| 20      | النفط والثروة المعدنية                      |        | بسام طعمة             |                               |       | 30 آب 2020           | 29 آذار 2023         |
| 21      | النقل                                       |        | زهير خزيم             | حزب البعث العربي الاشتراكي    |       | 30 آب 2020           | 10 كانون الأول 2024  |
| 22      | الاتصالات والتقانة                          |        | إياد الخطيب           |                               |       | 26 تشرين الثاني 2018 | 1 تموز 2024          |
| 23      | الأشغال العامة والإسكان                     |        | سهيل عبد اللطيف       |                               |       | 26 تشرين الثاني 2018 | 23 أيلول 2024        |
| 24      | الإعلام                                     |        | عماد عبد الله سارة    |                               |       | 1 كانون الثاني 2018  | 9 آب 2021            |
| 25      | الثقافة                                     |        | لبانة مشوح            |                               |       | 30 آب 2020           | 23 أيلول 2024        |
| 26      | السياحة                                     |        | محمد رامي مارتيني     |                               |       | 26 تشرين الثاني 2018 | 10 كانون الأول 2024  |
| –       | وزير دولة لشؤون الاستثمار والمشاريع الحيوية |        | محمد فايز البرشة      | الحزب الشيوعي السوري          |       | 30 آب 2020           | 29 آذار 2023         |
| –       | وزير دولة لشؤون تنمية المنطقة الجنوبية      |        | محمد سمير حداد        | حزب الاتحاد العربي الديمقراطي |       | 30 آب 2020           | 9 آب 2021            |
| –       | وزير دولة لشؤون مجلس الشعب                  |        | ملول الحسين           | الحزب الشيوعي السوري الموحد   |       | 30 آب 2020           | 9 آب 2021            |

## روابط خارجية
- البيان الوزاري لحكومة حسين عرنوس
- مجلس الوزراء السوري
- الحكومات السورية على موقع رئاسة مجلس الوزراء
- الحكومات السورية على موقع مجلس الشعب السوري
- وزارات الدولة على بوابة الحكومة الإلكترونية السورية
- الوزارات والهيئات الحكومية على موقع مجلس الشعب السوري